# Bourem

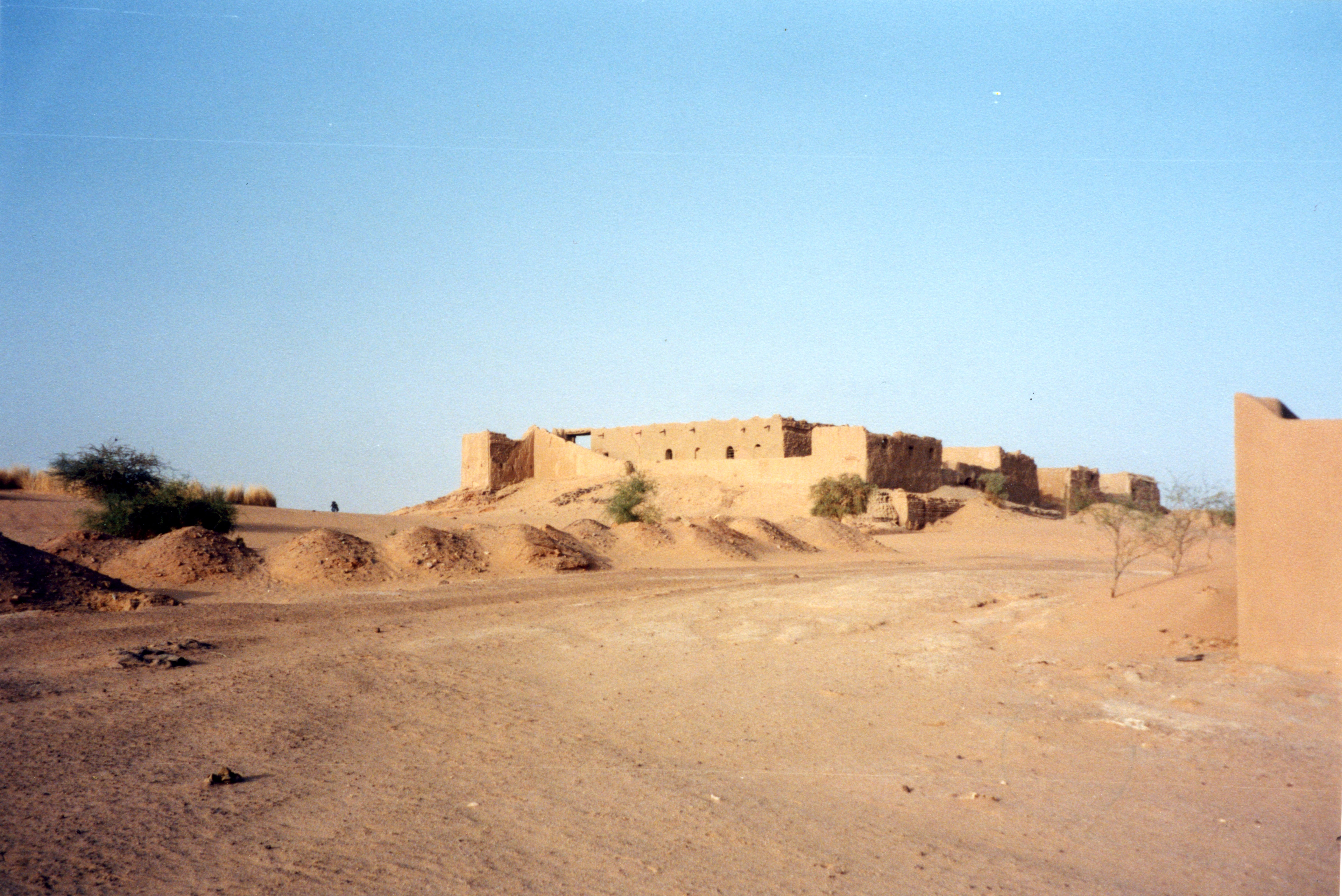
Bourem

Bourem ist eine kleine Stadt im Nordosten von Mali.
Bourem liegt am Nordufer des Niger an der Tanezrouftpiste.

## Einwohnerentwicklung
| Grafik Einwohnerentwicklung |